# Erciş
Erciş (pronunțat [eɾˈd͡ʒiːʃ]) este un oraș din Turcia.